# Ozarba sinua
Ozarba sinua är en fjärilsart som beskrevs av George Francis Hampson 1910. Ozarba sinua ingår i släktet Ozarba och familjen nattflyn. Inga underarter finns listade i Catalogue of Life.